# Oussouye
Oussouye (ou Usuy en diola) est une commune de la Basse-Casamance, au sud du Sénégal.

## Histoire
La ville, dans sa délimitation actuelle, n'existe que depuis 1960. Auparavant elle faisait partie d'une entité nommée Oulouf.
La ville est le centre du royaume d'Oussouye. Elle constitue un carrefour stratégique pour les sites balnéaires et économiques du département.
La ville a eu comme premier maire Édouard Diatta, auquel succèdent Victor Diatta, puis Laye Diop Diatta, avant Ousmane Agouloubène Diedhiou (né en 1940, maire de Oussouye de 1978 à 1983), sauf que pour lui, il a martelé l'histoire nationale et plus précisément l'histoire de l'opposition politique du Sénégal dans un contexte où la Démocratie ou en tout cas ses champs de manœuvre laissaient à désirer. Il fut donc le premier maire libéral du Sénégal indépendant. Son parcours fut très limité malgré son influence et ses capacités reconnues de mobilisateur. En effet, les élections qui succédèrent à son mandat furent boycottées par son courant de pensée politique (PDS).[réf. nécessaire]

## Administration

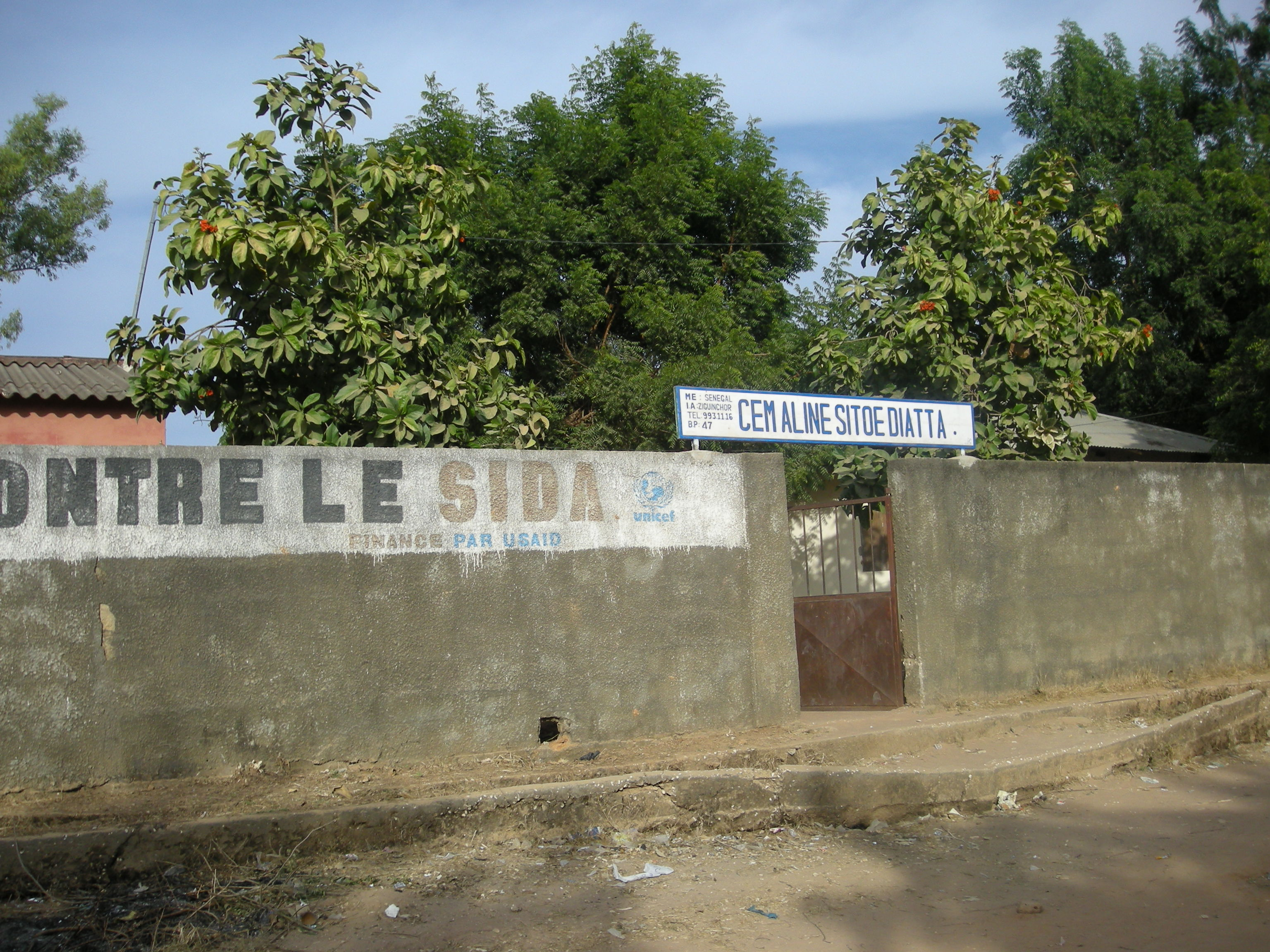
Le CEM Aline Sitoé Diatta

La ville est le chef-lieu du département d'Oussouye, dans la région de Ziguinchor.

## Géographie
Les localités les plus proches sont Loudia Ouolof, Houkout, Kalobone, , Seghalène, Kahinda, Édioungou, Djient, Kalounate et Siganaa (dans le secteur de Éyoun).

### Population
Lors du recensement de 2002, Oussouye comptait 4 052 habitants, 621 ménages et 466 concessions.
Fin 2007, selon les estimations officielles, la population de la commune s'élèverait à 4 239 personnes.

### Activités économiques
Situé au cœur du département le plus traditionnel de la Casamance, Oussouye bénéficie de sa situation de carrefour qui en fait un lieu privilégié pour aller en direction de Mlomp-Elinkine-Karabane ou en direction de Cap Skirring ou de Ziguinchor.
Oussouye compte 5 campements touristiques et une agence de loisirs sportifs et de decouvertes. On y développe des activités telles que les randonnées VTT, les promenades à pied ou en kayak. Le campement villageois Sibendoue a été ouvert en 1982. Il a été réhabilité en 2002 avec l'appui de la GTZ dans le cadre de la coopération sénégalo-allemande. Les bâtiments s'inspirent de l'architecture traditionnelle des maisons à étages que l'on trouve par exemple à Mlomp.
Situé à proximité de la ville, le Parc national de la Basse-Casamance accueillait nombre de visiteurs, mais il est fermé depuis quelques années.

## Jumelages
- Cabourg (France)
- Vorey-sur-Arzon (France)

## Galerie

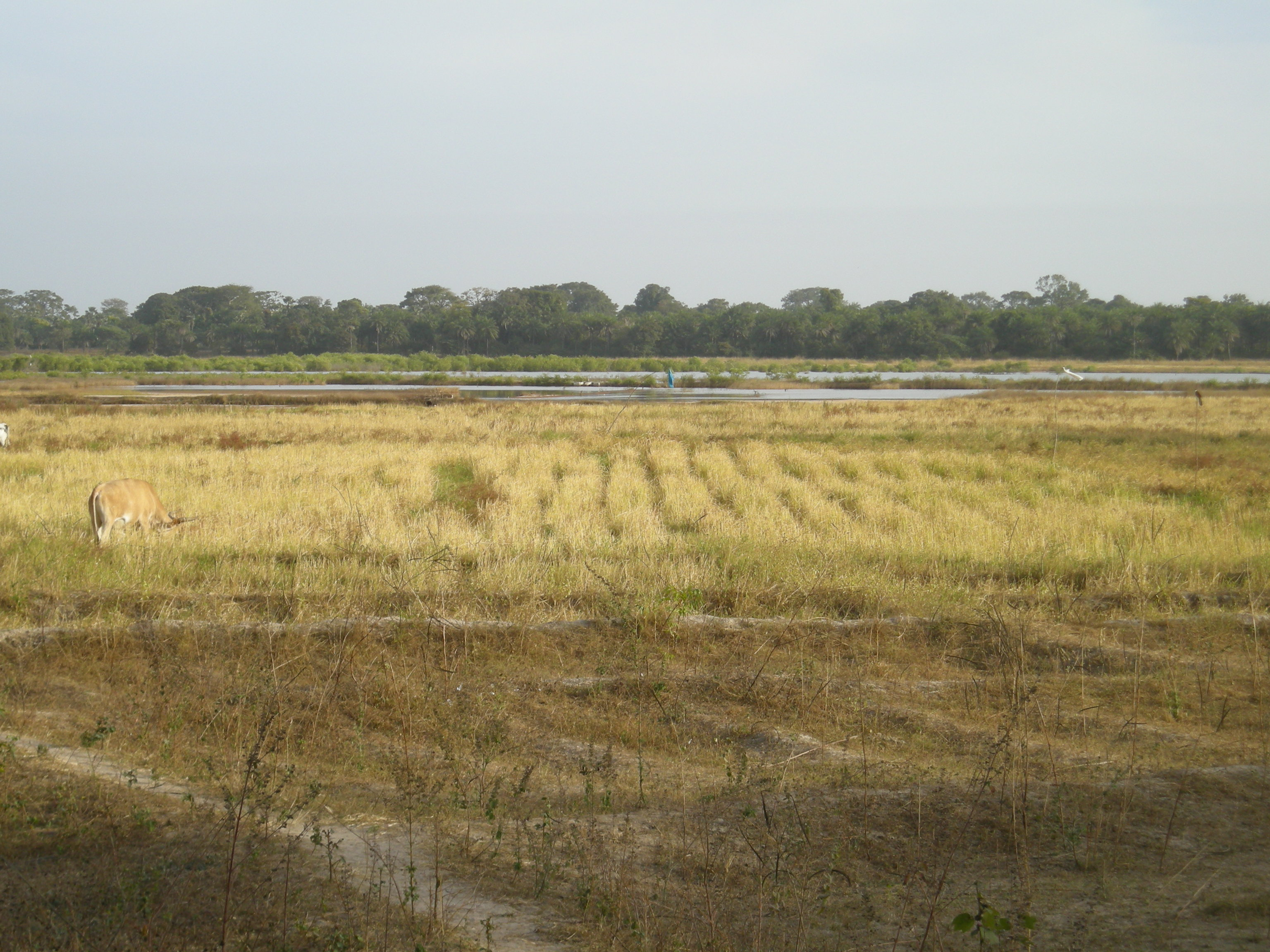
Rizières après la récolte.
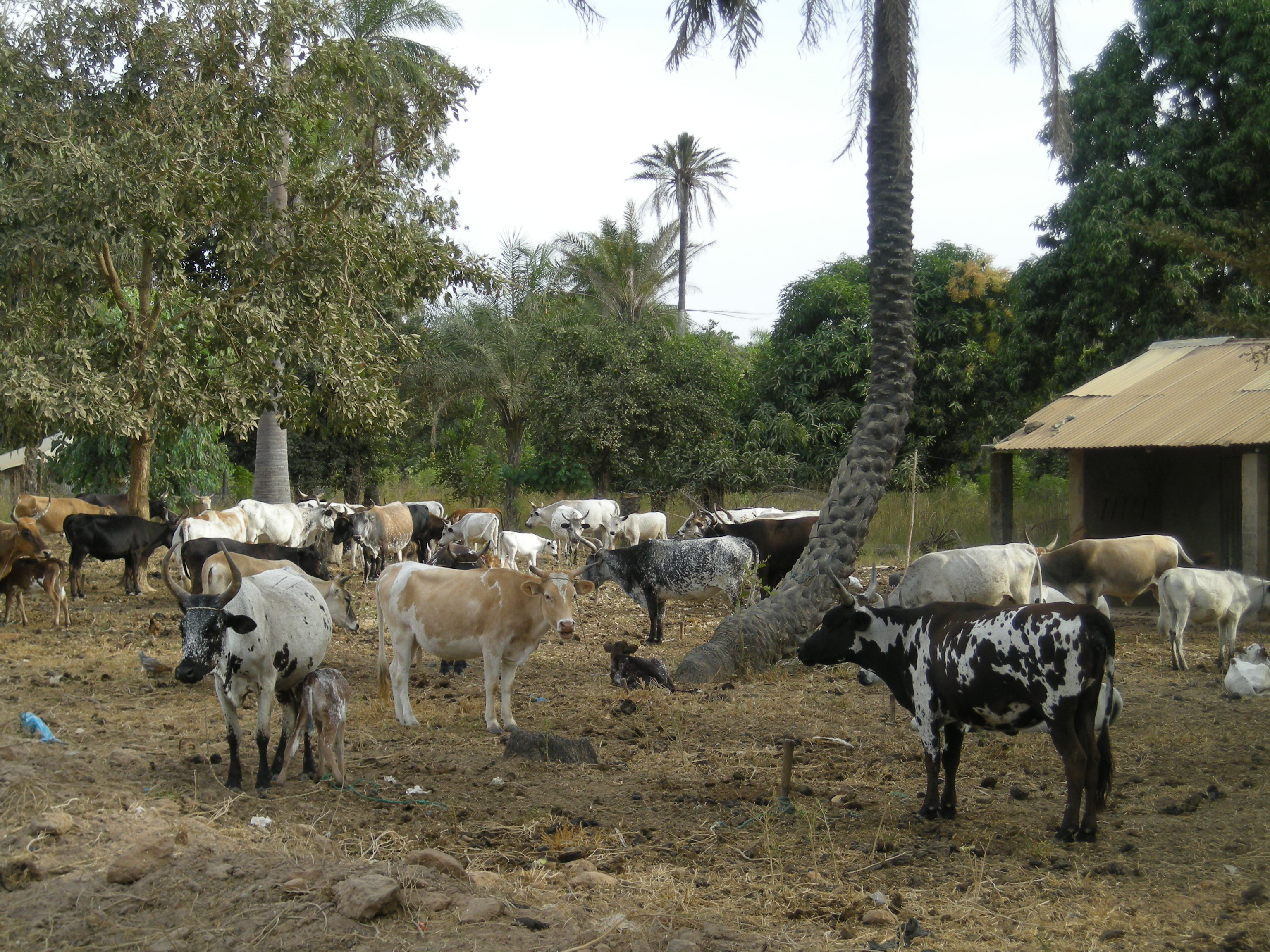
Place de l'élevage.
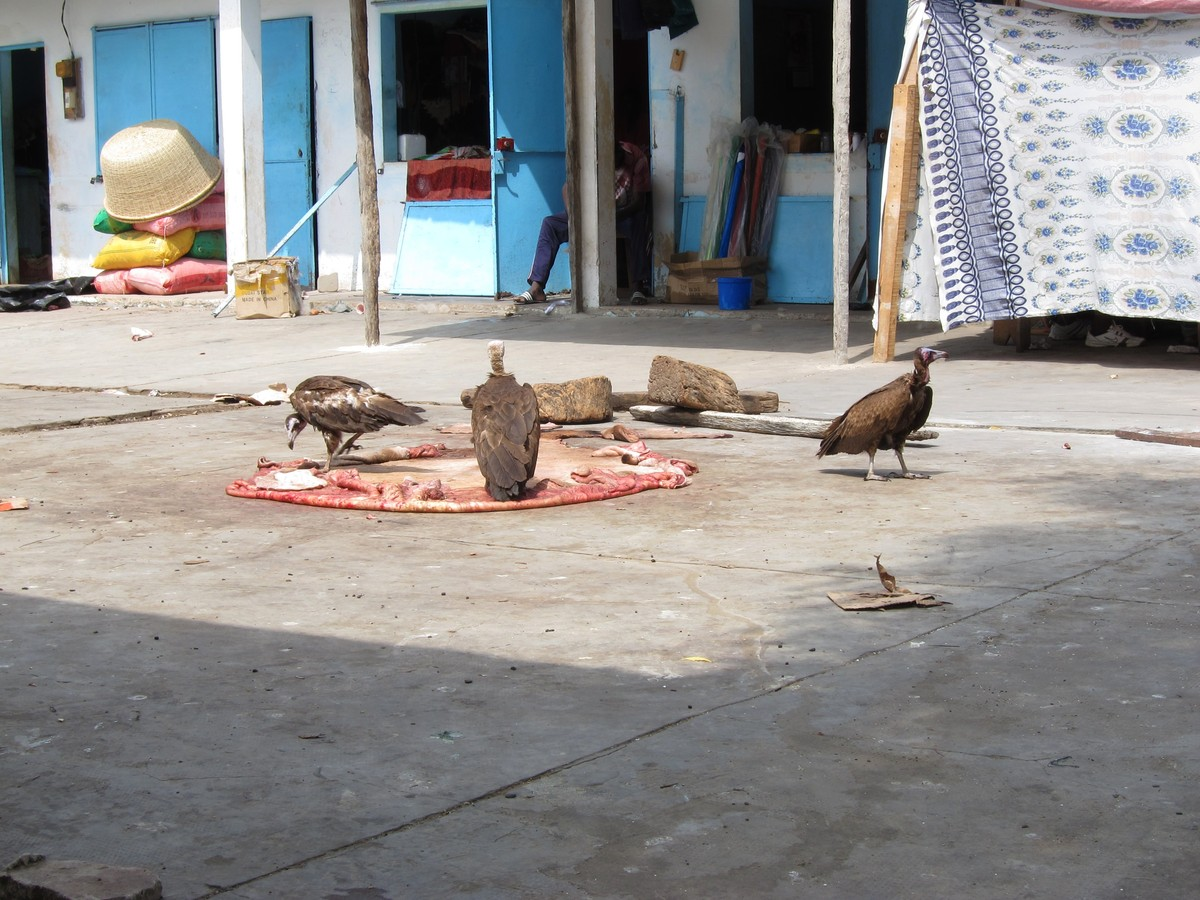
Vautours au travail au marché d'Oussouye.
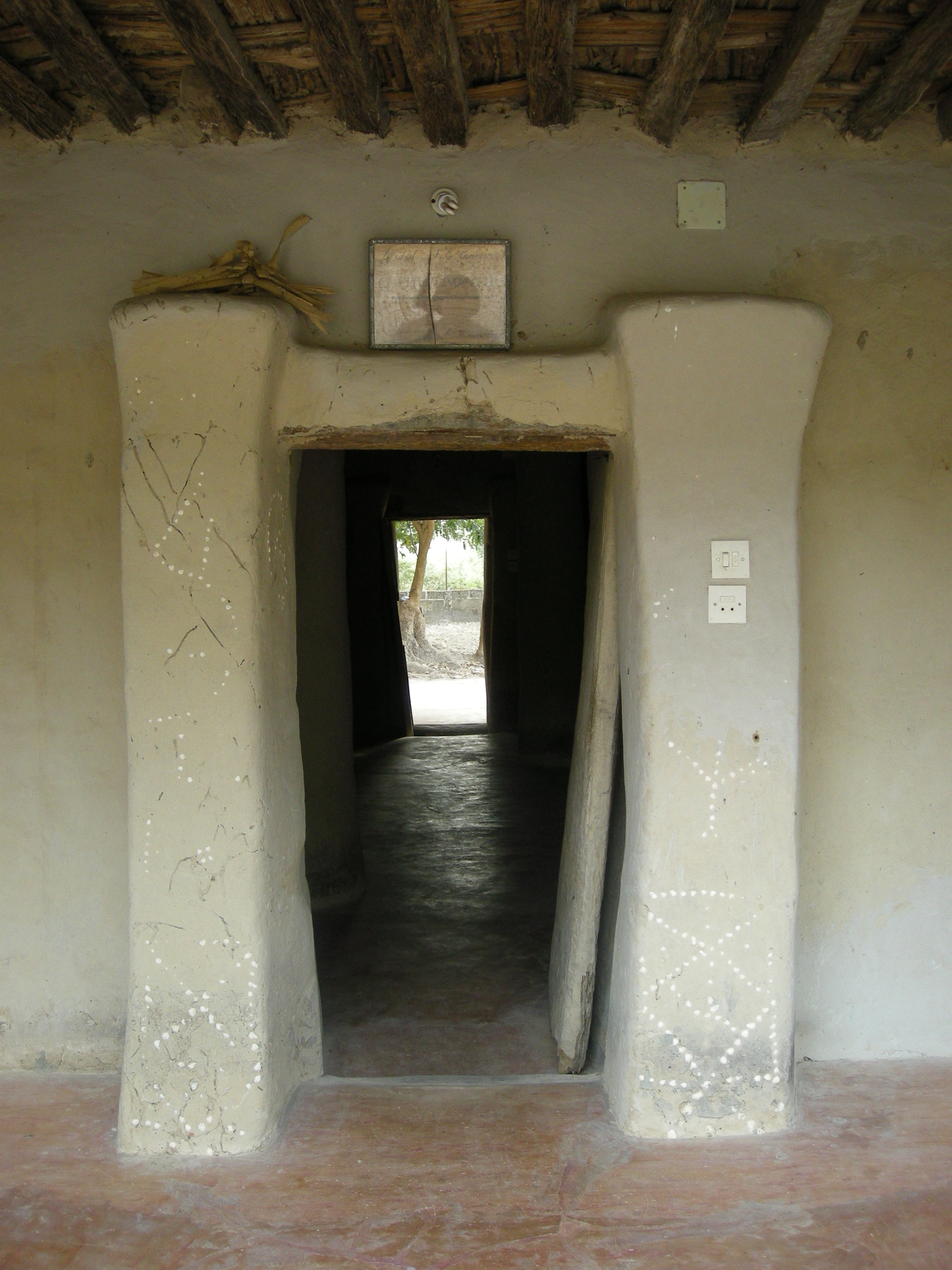
Architecture traditionnelle au campement villageois.
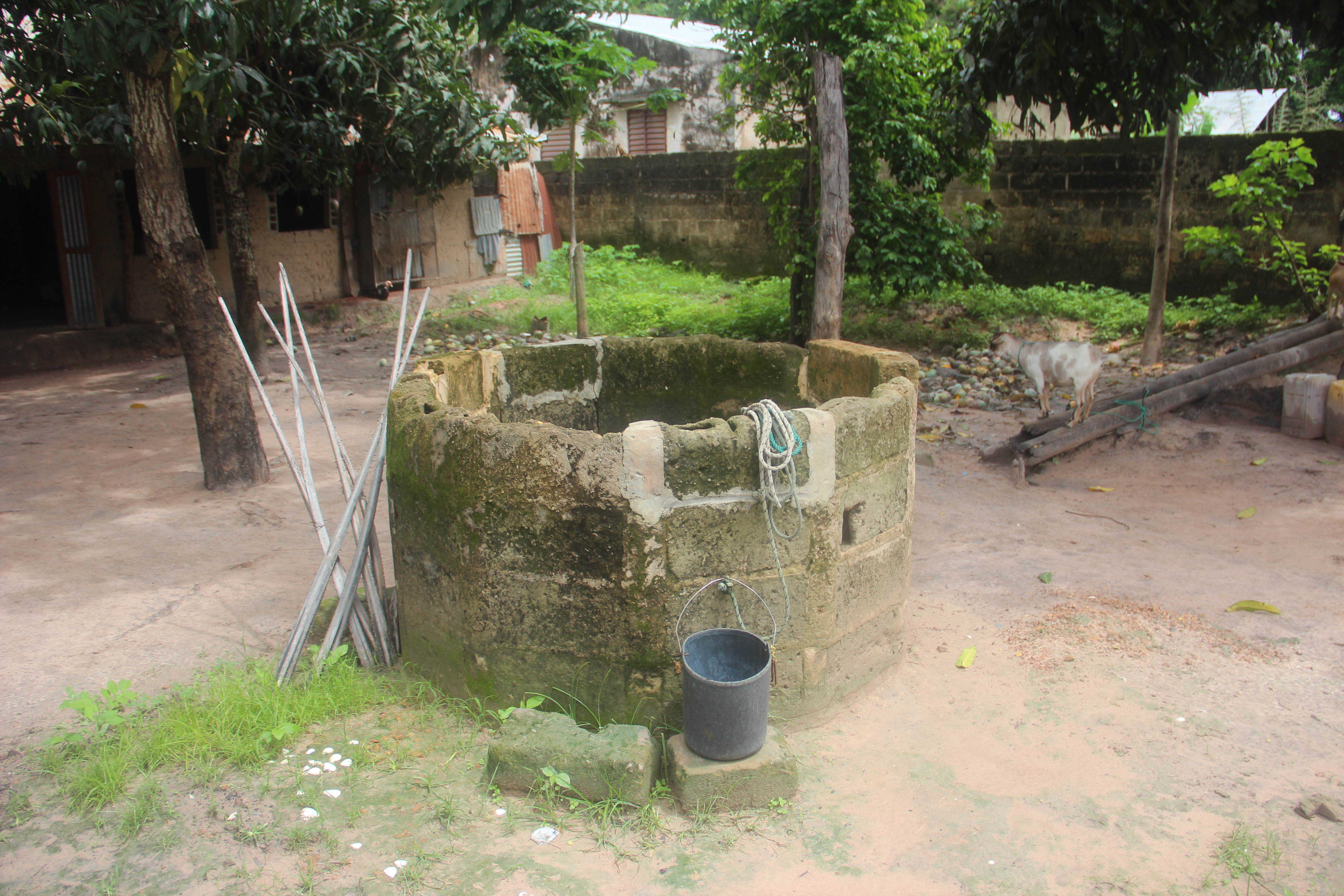
Puits d'un ménage.